# Bregmaceros nectabanus
Bregmaceros nectabanus (Whitley, 1941) è un pesce osseo marino appartenente alla famiglia Bregmacerotidae.

## Distribuzione e habitat
La specie è presente in tutti i mari tropicali tranne l'oceano Pacifico orientale. Più nel dettaglio è diffusa nell'oceano Atlantico sia orientale (dal Marocco alla Namibia) che occidentale (mar dei Caraibi meridionale) e nell'intero Indo-Pacifico a est fino alle isole Figi. In seguito alla migrazione lessepsiana si è stabilito nel mar Mediterraneo orientale risultando presente dalle coste di Israele a quelle meridionali turche. I primi due individui furono trovati nel contenuto stomacale di un esemplare del sinodontide lessepsiano Saurida undosquamis catturato nel golfo di Antalya nel 2002 e determinati erroneamente come Bregmaceros atlanticus. Nel 2020 ha raggiunto il mare Adriatico e due esemplari sono stati catturati a Mola di Bari.
È una specie abbastanza costiera che fa vita pelagica e si crede che effettui migrazioni verticali in acque profonde e anossiche durante il giorno.
Si incontra dalla superficie a 350 metri di fondale.

## Descrizione
I Bregmacerotidae, famiglia monotipica che comprende il solo genere Bregmaceros, hanno un aspetto caratteristico che rende i membri immediatamente riconoscibili mentre la determinazione a livello specifico è assai più complessa e non ancora ben chiara. Il corpo è allungato e slanciato, compresso lateralmente nella regione ventrale. Il muso è breve, ottuso e gli occhi grandi, la bocca raggiunge il centro dell'occhio. Le pinne dorsali sono due, la prima è ridotta a un singolo raggio allungato posto sulla testa, appena dietro l'occhio. La seconda dorsale ha la parte anteriore abbastanza alta, poi si abbassa nella parte centrale e torna a rialzarsi nella parte posteriore. La pinna anale è simile e simmetrica alla seconda dorsale ed è inserita leggermente più indietro. La pinna caudale è piccola e biloba. Le pinne pettorali sono piccole, appuntite. Le pinne ventrali sono inserite molto anteriormente, nella regione della gola, e hanno tre raggi molto allungati e liberi. La colorazione è chiara, grigiastra con sfumature giallastre appena più scura sul dorso e con una sottile fascia più scura longitudinale sulla parte alta del fianco nella zona al di sotto della seconda dorsale
La taglia massima nota è di 7,6 cm.

## Biologia
Pressoché ignota.

### Predatori
È riportata in letteratura la predazione su questa specie da parte di Champsodon snyderi e di Chirocentrus dorab.

## Pesca
La specie non è soggetta a pesca se non casualmente e non ha valore alimentare o commerciale.

## Conservazione
B. nectabanus è distribuito su un vastissimo areale, non è oggetto di pesca e non si conoscono minacce. Per questi motivi, nonostante non si abbiano dati sulla consistenza delle popolazioni, la lista rossa IUCN classifica la specie come "a rischio minimo".